# Steve Ogrizovic
Steven Ogrizovic (ur. 12 września 1957 w Mansfield) – były angielski piłkarz serbskiego pochodzenia, grający na pozycji bramkarza. Znany z szesnastoletniej gry dla Coventry City, kiedy to rozegrał 601 meczów (504 w lidze), a w 1987 roku zdobył Puchar Anglii.

## Kariera zawodnicza
Profesjonalną karierę piłkarską Ogrizovic rozpoczynał w 1977 roku w Chesterfield. Następnie grał w Liverpoolu i Shrewsbury Town. W 1984 roku za 72500 funtów trafił do Coventry City. W 1987 roku grał w meczu The Football League – Reszta Świata na stadionie Wembley.
Dzięki dobrym występom Ogrizovic otrzymywał powołania do reprezentacji Anglii między innymi od Bobby'ego Robsona i Grahama Taylora, ale w samej reprezentacji nie zagrał ani jednego meczu.
Mimo wieku nadal grał w Coventry. W sezonie 1997/1998, mając 40 lat, był najstarszym zawodnikiem grającym w Premier League w tamtym sezonie. Gdy po raz ostatni przedłużał kontrakt z Coventry City, jednym z warunków było rzucenie palenia. Przez ostatnie dwa sezony był rezerwowym, ponieważ do klubu przyszedł Magnus Hedman. Po sezonie 1999/2000 Ogrizovic zakończył karierę piłkarską.
W 1987 roku Ogrizovic zdobył Puchar Anglii, ale nigdy nie grał w europejskich pucharach, ponieważ mimo zdobycia Pucharu Anglii Coventry nie zostało dopuszczone do Pucharu Zdobywców Pucharów, co miało związek z zamieszkami na Heysel. Z kolei najwyższą pozycją Coventry w czasie gry Ogrizovica dla tego klubu było siódme miejsce w sezonie 1988/1989.
Ogrizovic jest jednym z niewielu bramkarzy, którzy zdobyli gola z gry. Miało to miejsce 12 października 1986 roku w meczu Football League First Division, które Coventry zremisowało z Sheffield Wednesday 2:2. Był to jego jedyny gol w profesjonalnej karierze. Jest jednym z czterech piłkarzy, obok Petera Shiltona, Johna Lukicia i Stanleya Matthewsa, którzy grali w najwyższej klasie rozgrywkowej Anglii w czterech dekadach. Jest klubowym rekordzistą, rozgrywając w okresie sierpień 1984 – wrzesień 1989 209 meczów ligowych z rzędu. Łącznie w latach 1977–2000 zagrał w 608 meczach ligowych. Jego ostatnim występem był mecz przeciwko Sheffield Wednesday, rozegrany 6 maja 2000 roku.
Ogrizovic był również krykiecistą; zaliczył między innymi trzy mecze dla Shropshire County Cricket Club.

## Kariera trenerska
Gdy trenerem Coventry był Iain Dowie, Ogrizovic był trenerem zespołu rezerw. Był nim także, gdy trenerem pierwszej drużyny został Chris Coleman. Był tymczasowym trenerem w 2004 roku. Obecnie jest trenerem bramkarzy w Coventry.

## Porwanie
W 2003 roku Ogrizovic był przedmiotem mistyfikacji. Mówiło się wtedy, że został porwany, gdy przebywał w Kazachstanie. Powstała petycja internetowa, gdzie domagano się jego uwolnienia. Porwanie okazało się mistyfikacją, gdy Coventry Telegraph przeprowadził wywiad z Ogrizoviciem na boisku treningowym w Ryton-on-Dunsmore.

## Sukcesy
- 1977 Superpuchar Europy (Liverpool F.C.)
- 1978 Puchar Europy (Liverpool F.C.)
- 1979 Tarcza Wspólnoty (Liverpool F.C.)
- 1980 Tarcza Wspólnoty (Liverpool F.C.)
- 1981 Puchar Europy (Liverpool F.C.)
- 1987 Puchar Anglii (Coventry City F.C.)